# Киселёв, Максим (футболист)
Максим Киселёв (эст. Maksim Kisseljov; 6 апреля 1980, Таллин) — эстонский футболист, защитник и полузащитник.

## Биография
Воспитанник Таллинской футбольной школы. Во взрослом футболе начал выступать в сезоне 1995/96 за старшую команду школы («Таллинна Ялгпалликоол») в низших лигах чемпионата Эстонии.
В сезоне 1996/97 перешёл в столичный «Марлекор» (вскоре клуб был переименован в ТФМК) и выступал за него в течение 12 лет, сыграв 214 матчей и забив 25 голов в высшей лиге Эстонии. В составе ТФМК становился чемпионом (2005), неоднократным призёром чемпионата, обладателем Кубка и Суперкубка Эстонии.
В ходе сезона 2008 года покинул ТФМК. В дальнейшем до конца карьеры играл в низших лигах за таллинские «Легион», «Веллдорис», «Динамо», «ФКИ Таллинн», «Арарат». В «Легионе» был капитаном команды и неоднократно становился лучшим снайпером клуба, забив в общей сложности 70 голов.
Выступал за юниорскую и молодёжную сборную Эстонии.

## Достижения
- Чемпион Эстонии: 2005
- Серебряный призер чемпионата Эстонии: 2001, 2003, 2004
- Бронзовый призёр чемпионата Эстонии: 2000, 2002
- Обладатель Кубка Эстонии: 2002/03, 2005/06
- Финалист Кубка Эстонии: 2003/04, 2004/05
- Обладатель Суперкубка Эстонии: 2005, 2006